# Neuhammer (Proskau)
Neuhammer (polnisch Nowa Kuźnia) ist eine Ortschaft in Oberschlesien. Neuhammer liegt in der Gemeinde Proskau (Prószków) im Powiat Opolski (Kreis Oppeln) in der polnischen Woiwodschaft Oppeln.

## Geographie

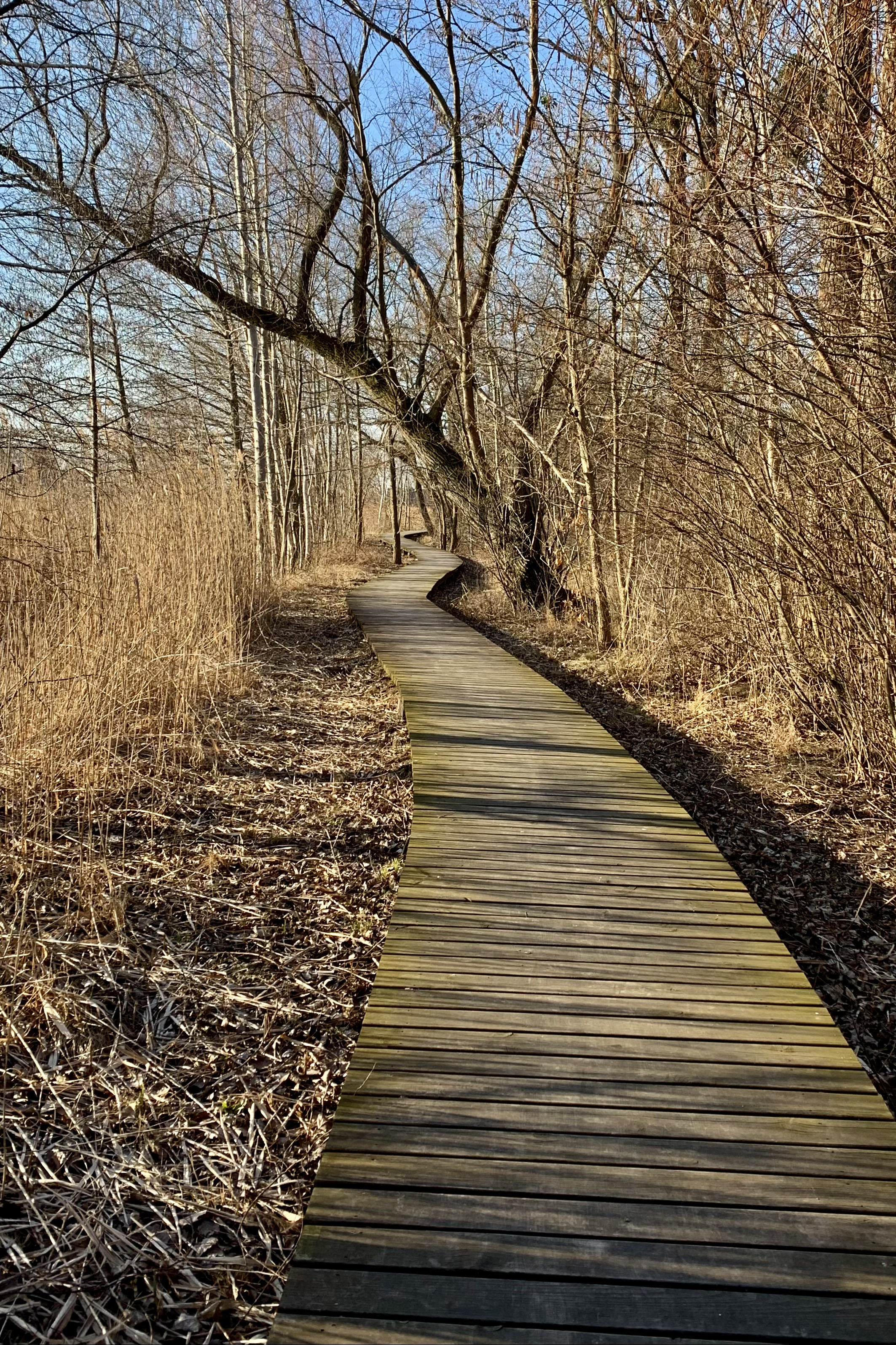
Steg am Neuhammer Teich

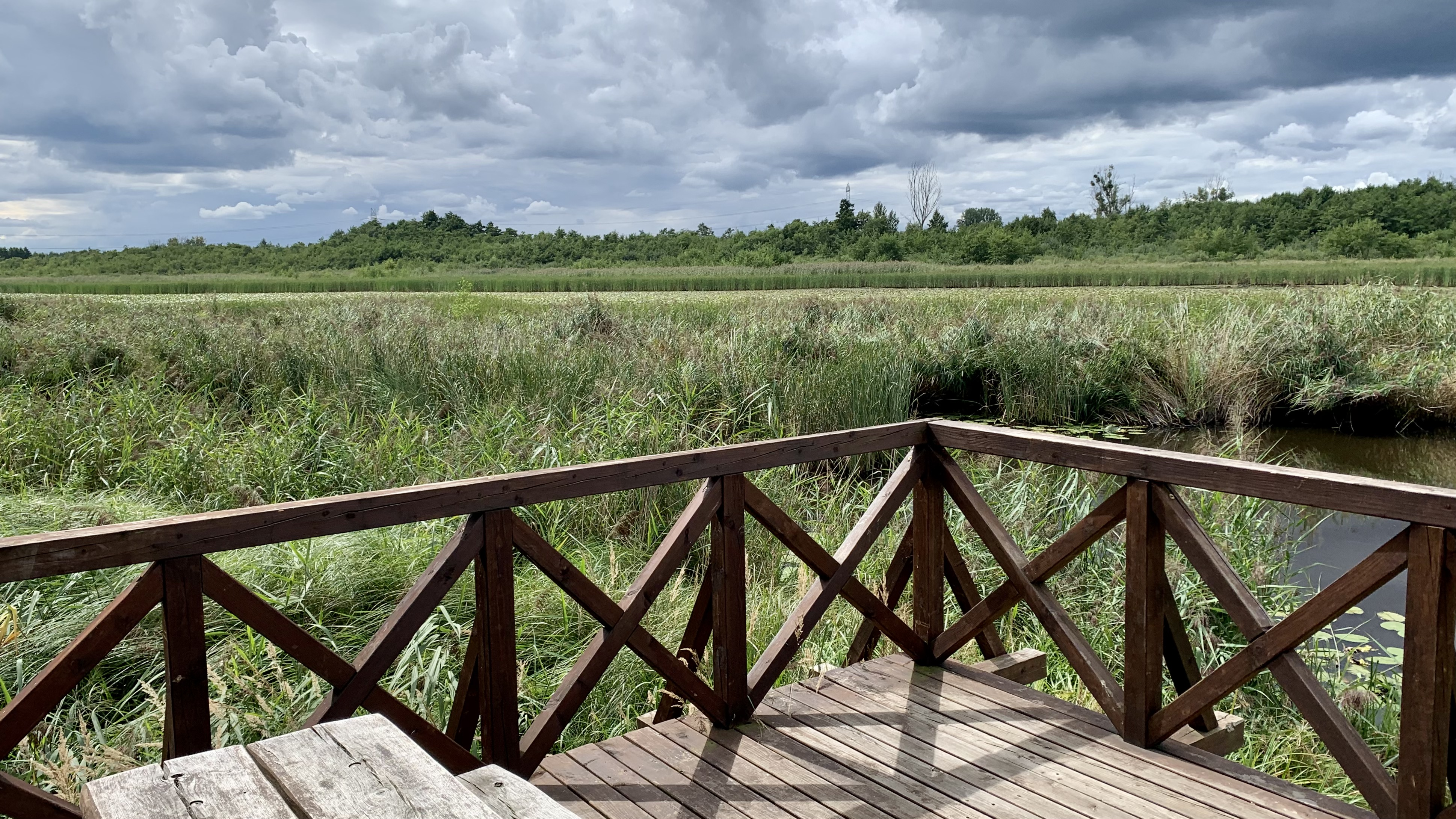
Neuhammer Teich

### Geographische Lage
Das Straßendorf Neuhammer liegt drei Kilometer nordwestlich vom Gemeindesitz Proskau und 14 Kilometer südwestlich von der Kreisstadt und Woiwodschaftshauptstadt Oppeln. Neuhammer liegt in der Nizina Śląska (Schlesische Tiefebene) innerhalb der Równina Niemodlińska (Falkenberger Ebene). 
Westlich von Neuhammer fließt die Proskau, ein Nebenfluss der Oder, die sich am Ort zum Neuhammer Teich anstaut.

### Nachbarorte
Nachbarorte von Neuhammer sind im Norden Dometzko (Domecko), im Osten Zlattnik (Złotniki), im Südwesten der Gemeindesitz Proskau (Prószków) und im Westen Ochotz (Ochodze).

## Geschichte
Der Ort wurde im 17. Jahrhundert erstmals urkundlich als „Neuhammer“ erwähnt. Im Ort befanden sich einst Eisenwerke und das Dorf bestand nur aus Arbeiterhäusern. Als die Werke eingingen, gab der Graf von Proskau den Bewohnern Ländereien und machte sie zu Gärtnern. 
Nach dem Ersten Schlesischen Krieg 1742 fiel Neuhammer mit dem größten Teil Schlesiens an Preußen. 1784 hatte Neuhammer 16 Gärtnerhäuser und gehörte zu Proskau.
Nach der Neuorganisation der Provinz Schlesien gehörte die Landgemeinde Neuhammer ab 1816 zum Landkreis Oppeln im Regierungsbezirk Oppeln. 1845 bestand das Dorf aus 26 Häusern. Im gleichen Jahr lebten in Neuhammer 207 Menschen, davon eine Person evangelisch. 1865 hatte der Ort 16 Gärtner, neun Häusler und vier Angerhäusler. Ferner waren im Ort ein Müller, ein Kretschmer (Gastwirt), ein Viktualienhändler, ein Schmied, ein Schneider und ein Schuhmacher ansässig. Zu diesem Zeitpunkt waren die Schüler nach Chrzumczütz eingeschult. 1885 zählte der Ort 261 Einwohner.
Bei der Volksabstimmung in Oberschlesien am 20. März 1921 stimmten 92 Wahlberechtigte für einen Verbleib bei Deutschland und 80 für Polen. Neuhammer verblieb beim Deutschen Reich. 1933 lebten im Ort 392 Einwohner. 1939 hatte der Ort 377 Einwohner. Bis 1945 befand sich der Ort im Landkreis Oppeln.
1945 kam der bisher deutsche Ort unter polnische Verwaltung und wurde in Nowa Kuźnia umbenannt und der Woiwodschaft Schlesien angeschlossen. 1950 kam der Ort zur Woiwodschaft Oppeln. 1999 kam der Ort zum wiedergegründeten Powiat Opolski. Am 11. Juli 2006 wurde in der Gemeinde Proskau, der Neuhammer angehört, Deutsch als zweite Amtssprache eingeführt. Am 30. April 2010 erhielt der Ort zusätzlich den amtlichen deutschen Ortsnamen Neuhammer.

## Sehenswürdigkeiten

### Bauwerke
- Kapelle St. Anna Selbdritt – eine Wegkapelle mit Glockenturm aus dem Jahr 1852. Umgeben von zwei alten Linden.
- Wegekreuz an der Kreuzung ul. Stawowa und ul. Opolska
- Wegkreuz am Wohnhaus ul. Opolska 27

### Neuhammer Teich
Der Neuhammer Teich und die umliegende Landschaft wurden 1957 zu einem Naturschutzgebiet (poln. Rezerwat Staw Nowokuźnicki) erklärt. Die Größe des Gebiets beträgt 20 Hektar.

## Vereine
- Deutscher Freundschaftskreis